# 와이제이링크
와이제이링크(영어: YJ Link)는 대한민국의 표면실장기술(SMT) 공정 자동화, 보드 핸들링 기기 기업이다. 본사는 대구광역시 달성군 다사읍 세천로1길 110에 위치해 있다. 대표이사는 박순일이다.

## 역사
2009년 6월 대구광역시 성서에 제조 공장을 설립한 후, 2012년 대구 세천으로 공장을 확장 이전하였으며 2019년에는 베트남 생산 법인을 구축했다. 2024년 2월 테슬라에 SMT 장비를 공급하고 있고 추가 발주를 협의 중에 있으며 스페이스X가 직접 방문해 납품 예정에 제품을 검수하였다

## 수상
100만불 수출탑과 500만불 수출탑을 연속 수상하였고 박대표가 제9회 대구경북중소벤처기업 대축전에서 대구시장상(금상)과
2023 카이스트 KCAMP 어워드 시상식에서 경영대상을 수상하였다.

## 투자
벤처캐피탈 인라이트벤처스가 재무적투자자(FI)로 2년간 세 차례에 걸쳐 총 40억원을 투자하여 매출은 100억원 이상 늘고, 영업이익은 2~3배 증가하였다

## 상장
2024년 10월 18일 주관사를 KB증권으로 공모가 12,000원(희망 공모가 밴드 8,600~9,800원)에 상장하였다

## 참고 문헌
1. ↑  나수지, 매출 90%가 수출…CEO의 '영업본능', 한국경제, 2019년 5월 27일
2. ↑  최종윤, 글로벌 기업 ‘우뚝’선 와이제이링크, 퀀텀 점프 시작됐다, 인더스트리뉴스, 2024-03-06
3. ↑  심사청구 장외주식 와이제이링크, 매출액 -13.88%지만, 프리스톡뉴스, 2024년 5월 4일
4. ↑  한가린, 와이제이링크, 테슬라에 SMT 장비 직접공급계약…장비 추가 발주 협의中 소식에↑, 파이낸셜포스트, 2024년 10월 25일
5. ↑  이종은, 와이제이링크, 국내 최초 듀얼레이저마킹기 개발… 해외 매출 87.5% 차지, 이뉴스투데이, 2014-05-09
6. ↑  조재천, 와이제이링크㈜ 박순일 대표 “기술 개발 집중…반도체 분야 도전”, 대구신문, 2022년 12월 15일
7. ↑  이영선, ‘2023 카이스트 KCAMP 어워드’, 경영대상에 와이제이링크 박순일 대표 수상, 파이낸셜리뷰, 2023년 12월 29일
8. ↑  최양해, 인라이트-대구시가 키운 ‘와이제이링크’, IPO 청신호, 뉴스톱, 2024-08-16
9. ↑  박정호, 와이제이링크, 코스닥 상장 위한 증권신고서 제출…10월 상장 목표, 이투데이, 2024년 8월 21일